# Nap de la Mar

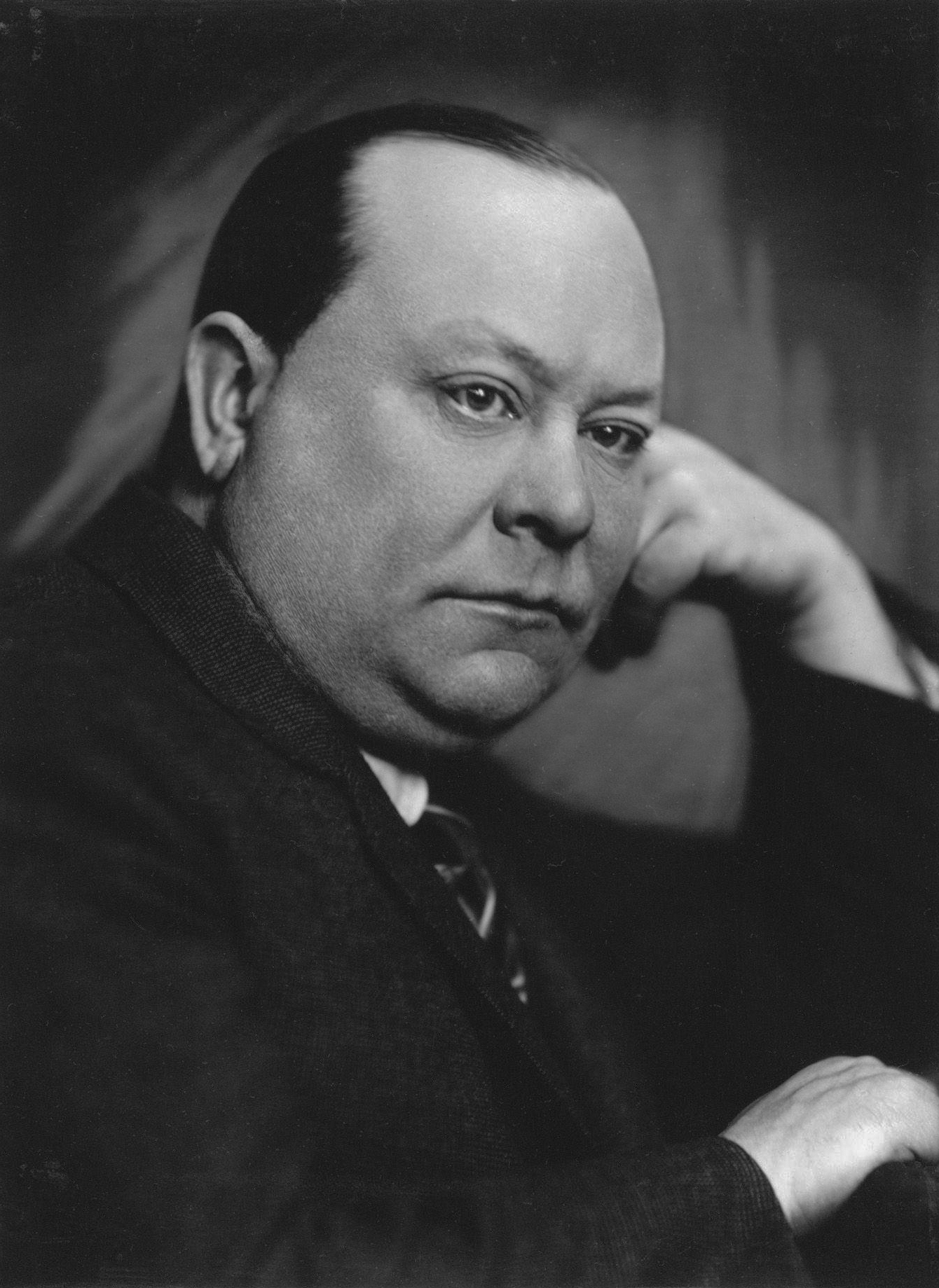
Nap de la Mar, 1925

Napoleon Christiaan (Nap) de la Mar (* 17. Januar 1878 in Amsterdam; † 3. Juli 1930 in Zeist) war ein niederländischer Schauspieler und Theaterregisseur.

## Leben
Die Familie de la Mar war jüdisch-sephardisch und stammte ursprünglich aus Marokko; der Vorfahre Masahod war Botschafter des Königs gewesen und hatte sich 1775 in Amsterdam niedergelassen.
Nap de la Mars Eltern waren Schauspieler. Charles de la Mar (1845–1908) und Rika Kley (1852–1934) gaben ihm seinen Namen nach Napoleon Bonaparte. Seine Tante Wilhelmina Kley (1845–1934) und sein Bruder Chris (1886–1967) waren ebenfalls Schauspieler.
Somit verwundert es nicht, dass Nap de la Mar schon als Kind auf der Bühne stand, wo er mit den Nederlandsche Tooneelisten spielte. Im Jahr 1896 gründete er als 18-Jähriger seine eigene Theatergesellschaft, die Hollands Operette-Gezelschap. Seine Frau, die im Jahr darauf geehelichte Schauspielerin Clasina Klopper (1881–1944), gehörte ebenfalls zum Ensemble.
De la Mar arbeitete oft mit Koos Speenhoff zusammen, mit dem er gut befreundet war. Auch viele weitere bekannte Namen der niederländischen Theater- und Kabarettlandschaft arbeiteten oft für die Gesellschaft, so Eduard Jacobs, Corry Vonk, Cor Ruys, Louis Davids sowie seine Tochter Fien, die nach Joséphine de Beauharnais benannt wurde.
Obwohl Nap de la Mar sehr beliebt war, wurde er auch für seine leichten Stoffe kritisiert. „Man hat mir manchmal vorgeworfen, banal, flach oder schräg zu sein. Aber kann ich denn immer anders sein? Muss ich nicht den Geschmack des Publikums treffen? Und die Mehrheit des Publikums verlangt nun einmal das Banale.“ De la Mar schrieb selbst auch einige Operetten.
Er war als penibler Arbeitgeber bekannt. Die folgende Anekdote handelt von ihm: Nach der Aufführung sollte das Geld unter den Schauspielern aufgeteilt werden, und Nap de la Mar tat dies folgendermaßen: "Du einen Gulden, ich einen Gulden, du einen Gulden, ich einen Gulden", bis er den ganzen Kreis der Schauspieler umrundet hatte.
Nap de la Mar starb 1930 im Alter von 52 Jahren.
Als Fien de la Mar mit ihrem Mann 1947 ihr eigenes Theater in Amsterdam eröffnete, benannte sie es nach ihrem Vater, „Theater De la Mar“. Nachdem dieses wenige Jahre später finanziell gescheitert war, wurde es von Wim Sonneveld übernommen und in „Nieuwe de la Mar Theater“ umbenannt, heute ist es ein Theaterkomplex unter Beibehaltung des Namens DeLaMar.